# Hindsiclava polytorta
Hindsiclava polytorta é uma espécie de gastrópode do gênero Hindsiclava, pertencente a família Pseudomelatomidae.